# Agnieszka Gołębiowska
Agnieszka Gołębiowska (ur. 20 kwietnia 1974) – polska lekkoatletka, specjalizująca się w biegach średniodystansowych, medalistka mistrzostw Polski

## Kariera sportowa
Była zawodniczką AZS Lublin.
Na mistrzostwach Polski seniorek na otwartym stadionie zdobyła trzy medale w biegu na 800 metrów: srebrny w 1996, brązowe w 1994 i 1995. 
Rekordy życiowe:
- 400 m: 55,38 (27.05.1995)
- 800 m – 2:05,56 (19.08.1995)
- 1000 m – 2:52,39 (2.07.1994)
- 1500 m – 4:19,31 (18.06.1995)